# Vattenföring
Vattenföring är ett mått på hur stort vattenflöde ett vattendrag har. Beroende på storlek brukar vattenföringen och medelvattenföringen anges i antingen liter per sekund (l/s) eller kubikmeter per sekund (m³/s). Då vattenföringen i ett vattendrag varierar starkt under olika delar av året såväl som mellan olika år, brukar den delas in i följande delar:
- Högvattenföring
- Medelvattenföring
- Lågvattenföring

## Högvattenföring
Högvattenföringen (HQ) är (statistiskt sett) den högsta vattenföringen som förekommer i ett vattendrag under ett hydrologiskt år. Högvattenföringen kan sedan delas in i följande underkategorier:
- Högsta högvattenföring under n år (HHQn)
- Medelhögvattenföring (MHQ)
- Lägsta högvattenföring under n år (LHQn)

Vid flödesdimensionering är den högsta högvattenföringen ofta den mest intressanta parametern, då det gäller att dimensionera utlopp m.m. för att undvika alla skadliga översvämningar under överskådlig tid. Den lägsta högvattenföringen är dock mest av akademiskt intresse. 

## Medelvattenföring
Medelvattenföring är kvoten mellan den totala genomflutna vattenvolymen och den tid som det tog för nämnda vattenvolym att flyta igenom:
{\displaystyle MQ={\dfrac {V}{t}}}
där
MQ = Medelvattenföring (m³/s)
V = Total genomfluten vattenvolym (m³)
t = Tid (s)
Medelvattenföringen brukar kunna delas in i följande underkategorier:
- Högsta medelvattenföring under n år (HMQn)
- Medelmedelvattenföring (MMQ)
- Lägsta medelvattenföring under n år (LMQn)

Ofta krävs det en vattendom för att få leda bort vatten ur ett vattendrag, när den aktuella vattenföringen understiger medelmedelvattenföringen (MMQ). När den aktuella vattenföringen däremot överstiger medelmedelvattenföringen (MMQ), brukar det sällan bli bekymmer med det nödvändiga myndighetstillståndet för att få leda bort vatten från vattendraget. 

### Förväxlingsrisk
Medelvattenföringen ska inte förväxlas med medianvattenföringen, alltså den vattenföring som överstiges lika ofta som den understiges. Beteckningen "median" innebär här bara att detta medianflöde utgör det mittersta i frekvens av alla flöden. Medelvattenföringen är vanligtvis betydligt större än medianvattenföringen.

## Lågvattenföring
Lågvattenföringen är den lägsta vattenföringen som förekommer i ett vattendrag under ett hydrologiskt år. Det är inte ovanligt att mindre vattendrag helt torkar ut under torra somrar. Större vattendrag brukar dock alltid vara vattenförande. Lågvattenföringen brukar delas in i följande underkategorier: 
- Högsta lågvattenföring under n år (HLQn)
- Medellågvattenföring (MLQ)
- Lägsta lågvattenföring under n år (LLQn)

En viss lågvattenföring i ett vattendrag är nödvändig för att dess flora och fauna ska kunna överleva. Därför är det vanligt att i ett bevattningstillstånd kräva att uttag bara får ske över en viss vattenföring, samt att ett vattenkraftverk tvingas släppa förbi en viss mängd vatten.